# Йохан Леополд Ернст фон Фюнфкирхен
Йохан Леополд Ернст фон Фюнфкирхен (на немски: Johann Leopold Ernst, Graf von und zu Fünfkirchen; * 1665; † 1730) е граф от род Фюнфкирхен в Долна Австрия и в Чехия.

## Живот
Той е син на фрайхер Йохан Ернст фон Фюнфкирхен (1634 – 1694 и първата му съпруга графиня Катарина Терезия Славата з Хлуму а Кошумберка (1634 – 1673), дъщеря на граф Йахйм Олдрих Славата з Хлуму а Кошумберка (1604 – 1645) и графиня Франциска фон Мегау (1609 – 1676). Баща му се жени втори път 1674/75 г. за графиня Мария Терезия Славата з Хлуму а Кошумберка (1656 – 1699). Мащехата му Мария Терезия Славата се омъжва втори път на 29 юли 1695 г. за граф Ернст Фридрих фон Виндиш-Грец (1670 – 1727), който през 1700 г. получава Орден на Златното руно.
Полубрат е на бездетния Йохан Йозеф фон Фюнфкирхен (1677 – 1708), женен на 11 ноември 1699 г. за графиня Терезия Розалия фон Ротал (1679 – 1753), дъщеря на граф Фердинанд Вилем Славата з Хлуму а Кошумберка (1630 – 1673) и Цецилия Рената фон Наход и Лихтенберг († 1694).
Йохан Леополд наследява от чичо си, издигнатия на граф Йохан Бернхард фон Фюнфкирхен (1644 – 1700), господството с дворец Щайнебрун. От майка си Мария Терезия Славата той получава господстото Хлумец в Чехия.
През 1710 г. граф Йохан Леополд построява дворец Хлумец, който от 1782 г. е резиденция на фамилията от „линията Хлумец“ и през 1834 г. е продаден на фамилията Щадион.
Фамилията Фюнфкирхен измира по мъжка линия през 1970 г. с граф Ханс фон Фюнфкирхен (1889 – 1970) и дворецът е продаден.
- Дворец Фюнфкирхен, резиденция на фамилията от 1603 до 1970
- Дворец Фюнфкирхен или дворец Щайнебрун ок. 1925
- Дворец Хлумец в Чехия

## Фамилия
Йохан Леополд Ернст фон Фюнфкирхен се жени за графиня Мария Естер Анна Паар (* сл. 1668; † 29 юни 1725), дъщеря на Карл Франц Паар († 1661/73/78), имперски граф (от 1636), граф на Бохемия (от 14 февруари 1654), палатине, и Франтишка Поликсена зе Швамберка († 1704). Те имат децата:
- Мария Йозефа (* март 1695; † 24 януари 1728), омъжена на 20 октомври 1725 г. за граф Рудолф Йозеф Корженски з Тересова († сл. 1739)
- Йохан Адам фон Фюнфкирхен (* 1696, † 14 март 1748), от 1738 г. главен комисар на Вайнфиртел, женен 1719 г. за графиня Мария Ернестина Залм-Райфершайт-Бедбург (* 16 юли 1693; † 25 юни 1730); имат дъщеря
- Йохан Франц фон Фюнфкирхен (* 17 август 1709; † 7 август 1782); женен I. на 4 ноември 1730 г. в Раденин за графиня Катарина Антония Десфурс (* 30 април 1710, Прага; † 25 февруари 1751, Виена); имат два сина и дъщеря; II. на 10 септември 1755 г. за Мария Анна Тирзовска з Айнзидле (* 27 февруари 1704; † 11 октомври 1772)